# 柏林森林音樂會
柏林森林音乐会（德語：Die Berliner Philharmoniker in der Waldbühne），又名“柏林瓦尔德尼森林音乐会”，是由柏林爱乐乐团在1984年创办的，每年6月最后一个周日在柏林森林剧场举行的露天音乐会。从1992年开始，该音乐会可以在电视上进行播送。

## 演出场地
音乐会演出场地在柏林近郊夏洛特滕堡（charlottenburg）区的柏林森林剧场，全称为“瓦尔德尼森林剧场”（Waldbühne Berlin），1935年被发现，1982年起安装白色双塔形顶棚。剧场设有88排环座，可容纳22,000余名观众，因音响布置到位，所有座位票价相同。

## 音乐会特色
每年的音乐会的曲目会在一个主题内确定，这样主题通常是某种音乐形式、某个地区风格的音乐作品也可以是某个代表性的人物。如在2016年的主题为“捷克之夜”的柏林森林音乐会，演出曲目就是斯美塔那的《我的祖国》和德沃夏克的相关作品。
音乐会惯常以一曲德国作曲家保罗·林克（Paul Lincke）欢快热烈的《柏林的空气》作为结束曲目.